# Chulebos
Der Chulebos („Tiger“) ist ein Berg im Tian Shan in Xinjiang (VR China), etwa 7 km östlich der kasachischen Grenze.
Der 6769 m hohe Chulebos bildet die höchste Erhebung einer 25 km langen Bergkette, die in Ost-West-Richtung vom Flusstal des Muzart im Osten bis zur Meridionalkette im Westen führt. Der Khan Tengri als Dominanz-Bezugspunkt befindet sich 16,01 km westsüdwestlich. Die Bergkette wird im Norden vom Karagjul-Gletscher und im Süden vom Tugbeltschi-Gletscher flankiert.

## Besteigungsgeschichte
Der international bekannte chinesische Bergsteiger Yan Dongdong plante gemeinsam mit zwei Begleitern die Erstbesteigung des Chulebos. Am 9. Juli 2012 verunglückte er etwa 20 km südlich auf dem Weg zum Berg tödlich.